# Alta Áustria
A Alta Áustria (Oberösterreich) é um estado (Land) da Áustria. Cortado pelo rio Danúbio, seus limites são com a República Checa a norte, a Baixa Áustria a leste, a Estíria a sudeste, Salzburgo a sudoeste e o Land alemão da Baviera a oeste.
Além da capital, Linz, outras cidades na Alta Áustria incluem Braunau e Bad Ischl (onde o casal imperial Francisco José I e Isabel (Sissi) se conheceu).

## Economia
A Alta Áustria é a principal região industrial da Áustria. Em 2009, representava aproximadamente um quarto das exportações do país.
O Produto Interno Bruto (PIB) do estado foi de 65,9 bilhões de euros em 2018, respondendo por 17,1% da produção econômica da Áustria. O PIB per capita ajustado pelo poder de compra foi de 39.500 € ou 131% da média da UE27 no mesmo ano.

## Subdivisões
A Alta Áustria é tradicionalmente dividida em quatro regiões: Hausruckviertel, Innviertel, Mühlviertel e Traunviertel.
Administrativamente, o estado está divido em 15 distritos (Bezirke) e 3 (Statutarstädte):
|  |

| Cidades estatutárias 1. Linz 2. Steyr 3. Wels | Distritos 1. Braunau am Inn 2. Eferding 3. Freistadt 4. Gmunden 5. Grieskirchen 6. Kirchdorf an der Krems 7. Linz-Land 8. Perg 9. Ried im Innkreis 10. Rohrbach 11. Schärding 12. Steyr-Land 13. Urfahr-Umgebung 14. Vöcklabruck 15. Wels-Land |

## Demografia
Como no restante da Áustria, a Alta Áustria é predominantemente católica romana. Aproximadamente 7,2% da população é de origem estrangeira, destes 53% são da antiga Iugoslávia. Outros grupos minoritários incluem os de origem  grega e turca. De acordo com o último censo, realizado em 2006, a população da Alta Áustria era de  1 405 986 habitantes. A população estimada no primeiro trimestre de 2010 era de 1 411 606 habitantes.